# Rivière Waswanipi
Der Rivière Waswanipi ist ein Fluss im Westen der kanadischen Provinz Québec.

## Flusslauf
Er entsteht durch den Zusammenfluss der beiden Flüsse Rivière Opawica und Rivière Chibougamau etwa 80 km südwestlich der Stadt Chapais sowie 115 km südwestlich von Chibougamau. Von dort fließt er 210 km in westlicher Richtung zum Lac Matagami. Auf seiner Strecke liegen die Seen Lac Waswanipi, Lac au Goéland und Lac Olga.
Der Fluss ist mit dem Kanu befahrbar. Über den Rivière Waswanipi führt eine Brücke entlang der Route de la Baie James.

## Abflusspegel
- Rivière Waswanipi am Pegel unterhalb Rivière Opawica – hydrographische Daten bei R-ArcticNET  – Pegelmessung 1962–1982
- Rivière Waswanipi am Pegel Lac Waswanipi – hydrographische Daten bei R-ArcticNET  – Pegelmessung 1949–1963
- Rivière Waswanipi am Pegel Chute Rouge – hydrographische Daten bei R-ArcticNET  – Pegelmessung 1967–1997